# Mina de Bucraa
La mina de Bucraa es una mina a cielo abierto situada en el Sahara Occidental, dedicada principalmente a la extracción de fosfatos. Se encuentra ubicada en la localidad de Bucraa, a 100 kilómetros tierra adentro de la ciudad de El Aaiún. Al estar bajo ocupación marroquí, constituye, en el marco de la administración territorial marroquí, una comuna rural de la provincia de El Aaiún, en la región de El Aaiún-Saguía el-Hamra.

## Geología
Las fosforitas de Bucraa son depósitos clásticos de la cuenca de Oued Eddahab, cuenca que a su vez forma parte de la cuenca mayor denominada Tarfaya-El Aaiún-Villa Cisneros, y se originaron durante la era del Cretácico superior-Paleógeno en el noroeste de África. El depósito de la cuenca de Oued Eddahab es uno de los cuatro principales depósitos de fosfato de la zona de Marruecos y Sahara Occidental, siendo los otros tres la cuenca central de Ganntour cerca de Yusufía, la cuenca de Meskala al este de Esauira y la cuenca de Oulad Abdoun situada cerca de Juribga. El depósito de Bucraa es el único punto de Oued Eddahab con actividad minera. 
Los depósitos fueron formados a partir de la sedimentación recurrente de fosforitas autigénicas en alta mar, y tienen unos 50 metros de profundidad. Estos yacimientos están compuestos de cristales de carbonato de fluorapatita en forma de granos, generalmente homogéneos en su composición, aunque en ocasiones pueden contener partículas detríticas o biodetríticas, como granos de cuarzo, fragmentos de hueso y materia orgánica amorfa de origen primario, asociada a pirita framboidal.También se han encontrado caparazones de foraminíferos lo que indica que en su momento eran aguas cálidas y poco profundas.
La capa explotable del yacimiento varía entre 2'5 y 7 metros y la ley en pentóxido de fósforo (P2O5) supera siempre el 31%, llegando a veces a más del 36%.  La roca extraída del yacimiento de Bucraa contiene uranio, lo que la hace especialmente valiosa.

## Historia
La existencia de roca fosfórica sedimentaria de Marruecos se conoce desde 1908 en la cuenca de Meskala, pero no generó un interés significativo hasta el descubrimiento, en 1917, de la cuenca de Oulad Abdoun. El primero en describir la presencia de roca fosfórica en la cuenca de Oued Eddahab fue el geólogo español Alia Medina en 1947, en época franquista del Sahara español.
La Empresa Nacional Investigaciones Mineras ENADIMSA (Adaro) del grupo industrial estatal español INI realizó una investigación de la zona del río Abadila y meseta de Izic, próximos a la costa del Aaiún, para realizar la evaluación de las reservas en las zonas. Los costes estimados fueron elevados y la calidad del mineral baja, por lo que los trabajos no continuaron, suspendiéndose 1956. En 1962 el Estado español decidió continuar con el proyecto de extracción de fosfatos y para tal propósito se constituyó la Empresa Nacional Minera del Sahara, que en 1969 y tras no conseguir financiación estadounidense, fue renombrada como «Fosfatos de Bucra» y aumentado su capital. Las obras se iniciaron en 1969 y se terminaron en 1973, momento en que Fos Bucraa comenzó la explotación de la mina. 
El 20 de octubre de 1974 un comando del Frente Popular para la Liberación de la Sagia al-Hamra y Río de Oro (Frente Polisario), del que formaban parte algunos saharauis empleados de la empresa, destruyó varios centenares de metros de cinta transportadora en lo que fue el primer atentado contra la empresa española, lo que supuso unas pérdidas de 70 millones de pesetas. El conflicto del Sahara Occidental entre entre el pueblo saharaui y el Frente Polisario contra el Reino de Marruecos hizo que se interrumpiera la actividad de la mina entre 1976 y 1982.
En 1976 el INI vendió el 63% de las acciones de Fos Bucraa a la Office Chérifien de Phosphates (OCP Group), creada 1920 con el objetivo de ejercer un monopolio de los fosfatos en la zona del protectorado francés de Marruecos, y ya de propiedad estatal en la década de 1970. La participación accionarial del sucesor del INI (la Sociedad Estatal de Participaciones Industriales) se redujo al 12% en 1996 y se extinguió totalmente en 2002, pasando a manos de OCP. La OCP es, de hecho, el segundo productor y el primer exportador mundial de este mineral en bruto y de ácido fosfórico, así como uno de los principales exportadores también de abono fosfatado. De ahí obtiene el Reino el 6 por ciento de su PIB.
Desde 1974 la explotación minera de Bucraa ha ido creciendo progresivamente, llegando a cubrir en el año 2000 más de 1.225 hectáreas. En 2020 su producción fue de aproximadamente de entre 2 y 2'5 millones de toneladas métricas de fosfato, lo que supone un 2% de los fosfatos producidos por Marruecos.

### Fosfato de conflicto
Los recursos extraídos de la región de Sahara Occidental, incluyendo los fosfatos de la mina de Bucraa, son considerados por organizaciones como las Naciones Unidas como un mineral de conflicto debido al presente conflicto del Sahara Occidental y a la situación de ilegalidad mediante la que han sido extraídos.
En 2023 la organización Western Sahara Resource Watch señaló que en 2023 se realizaron exportaciones a India, México, Nueva Zelanda, así como envíos más pequeños a Japón. En cambio otras empresas como la suiza Epiroc o la canadiense Nutrien dejaron de tener relaciones comerciales con Phosboucraa por las implicaciones morales del conflicto y la extracción ilegal.

## Extracción y transporte del mineral
Las instalaciones principales de la mina, operada por la filial Phosboucraa del grupo estatal marroquí OCP Group, se construyeron entre 1969 y 1973 bajo administración española, y constan de dragalina, planta de tratamiento, sistema de transporte, conjunto de calderas, turbina y planta potabilizadora. El mineral se extrae del suelo mediante una primera voladura con nitrato amónico y con fuel, para aflojar el terreno y separar la primera capa y dar acceso al mineral. Posteriormente se vierte a la escombrera mediante una dragalina con una cuchara con una capacidad 46 m3, 2.600 toneladas peso y una pluma de 87 m, todo ello accionado por dos grupos Ward-Leonard de 5.000 CV de potencia. 
El material se separa de las impurezas de sílex y caliza, y después se lava con agua de mar y agua dulce para producir fosfato concentrado sin cloro. Después del secado en la caldera se transporta al puerto de El Aaaiún mediante una cinta transportadora de 98'5 km de longitud y 1m de anchura, cuya estela generada por el polco de roca arrastrado por el viento del desierto se puede observar desde el espacio.Es la cinta transportadora más larga del mundo.